# Iurașeve, Berezivka
Iurașeve (în ucraineană Юрашеве) este un sat în comuna Znameanka din raionul Berezivkaa, regiunea Odesa, Ucraina.

## Demografie
Componența lingvistică a localității Iurașeve
     Ucraineană (98,08%)
     Alte limbi (1,28%)
Conform recensământului din 2001, majoritatea populației localității Iurașeve era vorbitoare de ucraineană (98,08%), existând în minoritate și vorbitori de alte limbi.